# ناحیه الانگو، شهرستان سنت لوئیس، مینه‌سوتا
شهرستان الانگو، بخش سنت لوئیس، مینه‌سوتا (به انگلیسی: Alango Township, St. Louis County, Minnesota) یک منطقهٔ مسکونی در ایالات متحده آمریکا است که در مینه‌سوتا واقع شده‌است.

## خصوصیات
شهرستان الانگو ۹۳٫۶ کیلومترمربع مساحت و ۲۵۸ نفر جمعیت دارد و ۴۲۷ متر بالاتر از سطح دریا واقع شده‌است.